# Ebrima Darboe
Ebrima Darboe, né le 6 juin 2001 à Bakoteh, est un footballeur gambien qui évolue au poste de milieu de terrain au Frosinone Calcio, en prêt de l'AS Rome.

## Biographie
Ebrima Darboe est né à Bakoteh, un district de Serekunda en Gambie,,. Il quitte son pays natal à l'âge de 14 ans, seul, arrivant en Libye avant de tenter une précaire traversée vers la Sicile, où il arrive en tant que réfugié après un voyage de six mois,,,.
En Italie, Darboe est pris en charge par le SPRAR (it) (un service du ministère de l'Intérieur italien) en tant que migrant mineur non-accompagné et termine à Rieti où il commence à jouer avec le club amateur du Young Rieti,.

### Carrière en club
Darboe intègre le centre de formation de la Roma à l'été 2017, faisant ses débuts en Primavera en janvier 2019,,.
Il marque son premier but pour l'équipe des moins de 19 ans en octobre 2020, marquant également un doublé plus tard ce même mois,.
Darboe fait ses débuts professionnels pour le club de Rome le 2 mai 2021, entrant en jeu pour les dix dernières minutes de la défaite 0-2 contre la Sampdoria,.

### Carrière en sélection
Avant même de faire ses débuts professionnels, Darboe est convoqué une première fois en équipe de Gambie le 26 octobre 2020 par Tom Saintfiet pour les qualifications à la CAN 2022,.
Il prend part à son premier match en sélection contre le Niger en match amical, le 5 juin 2021, qui se soldera par une victoire 2-0.

## Statistiques
| Saison                | Club                  | Championnat           | Championnat | Championnat | Coupe(s) nationale(s) | Coupe(s) nationale(s) | Compétition(s) continentale(s) | Compétition(s) continentale(s) | Compétition(s) continentale(s) | Total | Total |
| Saison                | Club                  | Division              | M.          | B.          | M.                    | B.                    | Comp.                          | M.                             | B.                             | M.    | B.    |
| 2020-2021             | AS Rome               | Serie A               | 5           | 0           | -                     | -                     | C3                             | 1                              | 0                              | 6     | 0     |
| 2021-2022             | AS Rome               | Serie A               | 1           | 0           | -                     | -                     | C4                             | 4                              | 0                              | 5     | 0     |
| Sous-total            | Sous-total            | Sous-total            | 6           | 0           | 0                     | 0                     | -                              | 5                              | 0                              | 11    | 0     |
| Total sur la carrière | Total sur la carrière | Total sur la carrière | 6           | 0           | 0                     | 0                     | -                              | 5                              | 0                              | 11    | 0     |

## Palmarès
AS Rome
- Ligue Europa Conférence :
  - Vainqueur en 2022